# Colegios marianistas
Colegios Marianistas es la manera como se conoce a las instituciones educativas regidas por la Compañía de María o Marianistas, y que están inspiradas en el método educativo marianista. La Compañía de María asume su tarea educativa como una participación en la misión evangelizadora de la Iglesia. Existen colegios marianistas en países como Brasil, Francia, Italia, Estados Unidos, Japón, Argentina, Chile, Perú, Colombia y Logroño.

## Colegios marianistas en España
Los Colegios Marianistas han sido referentes locales de la educación en las ciudades en las que han tenido presencia. Actualmente hay 19 colegios marianistas en España.
| Colegio                        | Ciudad        |
| ------------------------------ | ------------- |
| Aldapeta                       | San Sebastián |
| Nuestra Señora del Prado       | Ciudad Real   |
| Santa María                    | Vitoria       |
| Santa María                    | Logroño       |
| Bajo Aragón                    | Zaragoza      |
| Santa María del Pilar          | Zaragoza      |
| Nuestra Señora del Pilar       | Valencia      |
| Santa María                    | Alboraya      |
| Virgen de la Chanca            | Almería       |
| Nuestra Señora del Pilar       | Pola de Lena  |
| Nuestra Señora del Pilar       | Valladolid    |
| Nuestra Señora del Pilar       | Madrid        |
| Colegio Santa María del Pilar  | Madrid        |
| Santa María del Pilar          | Madrid        |
| Colegio Santa Ana y San Rafael | Madrid        |
| Colegio Amorós                 | Madrid        |
| Nuestra Señora del Pilar       | Jerez         |
| San Felipe Neri                | Cádiz         |

## Colegios marianistas en Brasil
Colegio Chaminade en Bauru - SP.